# 주원슝

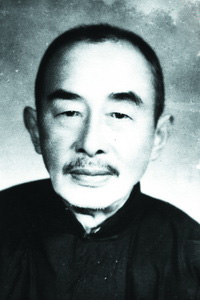
주원슝

주원슝(중국어: 朱文熊, 병음: Zhū Wénxióng, 한자음: 주문웅, 1883년 2월 12일 청나라 소주부 신양현(현재의 장쑤성 쿤산시) ~ 1961년 3월 4일 장쑤성 쑤저우시)은 중국의 언어학자로 자는 조오(중국어: 造五, 병음: Zàowǔ 짜오우[*])이다. 중국어 현대화 운동의 시초인 절음자 운동의 선구자로 알려져 있으며 1906년에 쑤저우음을 병음화한 《강소신자모》(중국어 간체자: 江苏新字母, 정체자: 江蘇新字母, 병음: Jiāngsū xīn zìmǔ 장쑤신쯔무[*])를 출판하였다.

## 참고 문헌
- 周梦贤 (1961). “悼念朱文熊先生”. 《文字改革》 (중국어).